# Coccophagoides
Coccophagoides is een geslacht van vliesvleugeligen uit de familie Aphelinidae. De wetenschappelijke naam van dit geslacht is voor het eerst geldig gepubliceerd in 1915 door Girault.

## Soorten
Het geslacht Coccophagoides omvat de volgende soorten:
- Coccophagoides abnormicornis Girault, 1915
- Coccophagoides aurithorax Girault, 1939
- Coccophagoides kuwanae (Silvestri, 1927)
- Coccophagoides orientalis (Agarwal, 1964)
- Coccophagoides regulus Girault, 1915
- Coccophagoides rex Girault, 1930
- Coccophagoides singularis Girault, 1915
- Coccophagoides utilis Doutt, 1966